# 井上高格
井上 高格（いのうえ たかのり/こうかく、1831年7月19日（天保2年6月11日） - 1893年（明治26年）4月24日）は、日本の政治家。初代徳島市長。徳島藩士。阿波国徳島（現・徳島県徳島市大岡本町・渭北地区）出身。次男は英語学者の井上十吉。玄孫は歌手の井上真紀。

## 経歴
1831年に徳島藩士である井上高超の嫡子として生まれる。その後、家督を相続、徳島藩の目付を務める。そのすぐ後に京都にて長州藩士らと交わり、尊王攘夷運動に参加。徳島に戻り、14代藩主である蜂須賀茂韶の下で力を発揮する。
1871年に徳島県の大参事に抜擢。1874年に後の徳島市長である一坂俊太郎らと共に自由民権運動を訴える「自助社」を結成し代表となる。
1889年に初代徳島市長に就任。1890年の第1回衆議院議員総選挙で当選するが、翌年の第2回衆議院議員総選挙では落選。
1928年、従五位を追贈された。